# Sara Eelen
Sara Eelen (Antwerpen, 1994) is een Vlaams dichter en schrijver.  
Zij studeerde sociaal-cultureel werk aan de Antwerpse Karel de Grote Hogeschool. In 2015 werd ze tweede in de poëziewedstrijd Frappant TXT.
Het nodige breken, haar debuutbundel bij Uitgeverij Vrijdag, werd in 2023 bekroond met de Debutantenprijs van de Maatschappij der Nederlandse Letterkunde. Tevens behaalde ze de derde plaats bij de PrixFintroPrijs.
Haar werk werd onder andere gepubliceerd in De Groene Amsterdammer, Het liegend konijn, Hard//hoofd, Deus Ex Machina en Kluger Hans.  
Sara Eelen is een van de drijvende krachten achter de Klimaatdichters, een beweging die zich met poëzie inzet voor het klimaat. In 2024 maakte ze de overstap naar uitgeverij Querido. 

## Publicaties
- Het nodige breken (2022)
- Kratermond (2025)

## Prijzen
- 2023: derde plaats PrixFintroPrijs Nederlandstalige Literatuur voor Het nodige breken
- 2023: Debutantenprijs van de Maatschappij der Nederlandse Letterkunde voor Het nodige breken

- Digitale Bibliotheek voor de Nederlandse Letteren: eele004
- Gemeinsame Normdatei: 1290344604
- International Standard Name Identifier: 0000 0003 9422 8905
- Library of Congress Control Number: no2023069399
- Nederlandse Thesaurus van Auteursnamen: 33074786X
- Virtual International Authority File: 288677061